# Clemens von Wedel-Gödens
Clemens Graf von Wedel-Gödens (* 15. Oktober 1866 in Oldenburg (Oldenburg); † 16. Mai 1945 in Großneuhausen) war ein deutscher Verwaltungsbeamter, Parlamentarier und Rittergutsbesitzer.

## Leben

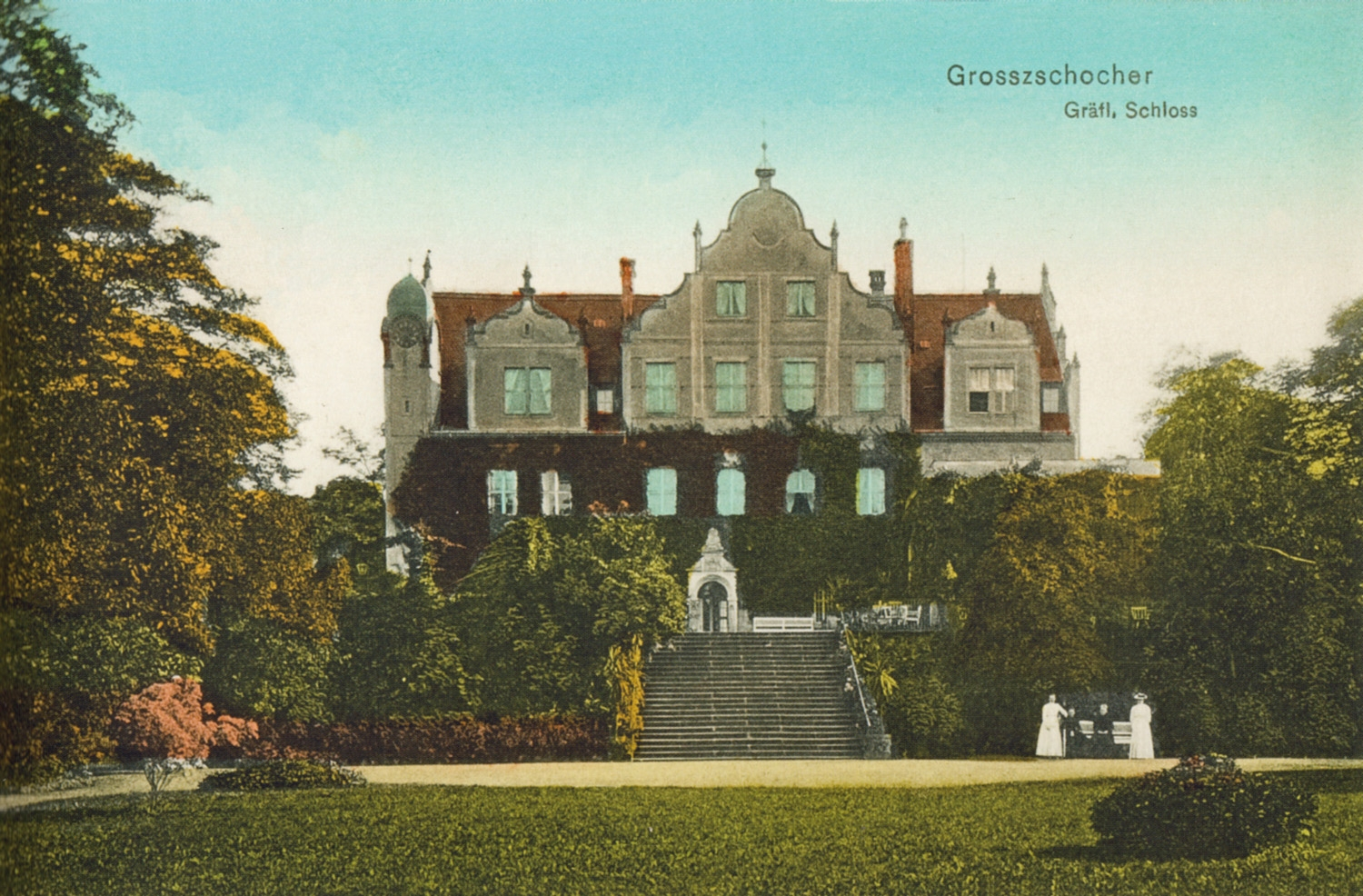
Das Schloss Großzschocher um 1910

Clemens Graf von Wedel war der älteste Sohn des großherzoglich-oldenburgischen Oberschenks und Oberstallmeisters Clemens Graf von Wedel (1829–1907) und der Constance Freiin von Falkenstein, einer Tochter des sächsischen Staatsministers Johann Paul Freiherr von Falkenstein.
Er studierte Rechtswissenschaften an der Ruprecht-Karls-Universität Heidelberg. 1886 wurde er Mitglied des Corps Saxo-Borussia Heidelberg. Nach dem Studium und der Promotion zum Dr. iur. trat er in den preußischen Staatsdienst ein. 1896/97 absolvierte er das Regierungsreferendariat bei der Regierung in Merseburg. Von 1899 bis 1904 war er Landrat des Landkreises Leer. 1904 wechselte er als Landrat in den Landkreis Hannover, wo er bis zu seiner Pensionierung am 1. April 1930 im Amt war.
Wedel war Besitzer des Ritterguts Großzschocher bei Leipzig. Er war 1901 bis zum 1. September 1919 Abgeordneter zum Provinziallandtag der Provinz Hannover. Nachrücker im Provinziallandtag war Gustav Bratke.

## Familie
Clemens war seit 1911 verheiratet mit Pauline Gräfin von Wedel (1881–1964), einer der fünf Töchter des sachsen-weimarer Oberhofmarschalls Oskar Graf von Wedel und der Schriftstellerin Maria von Wedel. Seine Frau war zuvor seit 1904 Hofdame in Weimar und seit 1906 Hofdame bei der Herzogin Elisabeth von Mecklenburg gewesen. 
Das Ehepaar hatte vier Kinder:
- Gustav Wilhelm (1912–2004) ⚭ 1942 Sophie Gräfin von Bellegarde (1914–1977)
- Viktoria (1914–1993) ⚭ 1935 Hans-Peter von Helldorff (1907–1972)
- Elisabeth (1916–2009), spätere Geschäftsführerin der Deutschen Parlamentarischen Gesellschaft, ⚭ 1940 Wolfgang Graf und Herr von Werthern-Beichlingen (1910–1940, gefallen)
- Carl-Stephan (1920–1941), gefallen